# Cylindraspis indica
La testuggine gigante de La Riunione (Cylindraspis indica) era una specie di testuggine della famiglia dei Testudinidi. Era endemica di Riunione.
Le testuggini giganti di Riunione vennero descritte per la prima volta da Du Quesne nel 1650, circa 138 anni dopo la scoperta dell'isola. Egli scrisse: «Ce ne sono moltissime: la loro carne è delicata, il grasso è migliore del burro o dell'olio di prima qualità ed è adatto per ogni tipo di condimento ... le più grosse riescono a trasportare un uomo con molta più facilità di quanto un uomo riesca a sollevare loro». Nel 1688 le testuggini erano divenute la dieta di base dei coloni di Riunione, come su Mauritius, e i maiali importati ne uccidevano i piccoli e le uova. La storia dei branchi di testuggini di Riunione non si discostò molto da quella degli animali di Rodrigues (C. peltastes e C. vosmaeri) e, ben presto, il loro numero calò drasticamente. Nel 1732, quando un anonimo cronista francese le dava per «completamente eliminate», ne esistevano ancora alcune. Altre, invece, riuscirono a sopravvivere, in cattività, fino al 1773.